# Guatteria ramiflora
Guatteria ramiflora là loài thực vật có hoa thuộc họ Na. Loài này được (D.R. Simpson) Erkens & Maas mô tả khoa học đầu tiên.